# Juan de Rasines
Juan de Rasines est un maître maçon et architecte espagnol de style gothique tardif, né à Rasines vers 1469, et mort en 1542.
Il était considéré par ses contemporains comme le plus savant dans l'art de la maçonnerie de pierre avec Enrique Egas, Diego de Siloé et Juan Gil de Hontañón. Il a réalisé des ouvrages en Cantabrie, La Rioja, Burgos, Soria et en Biscaye, dont plusieurs commandées par la Maison de Velasco.
Il est le père de Pedro de Rasines.

## Biographie
Il a dû se former auprès de son père et de son oncle, probablement des tailleurs de pierre et maçons de Rasines. On ne sait si sa famille était liée à la famille Gil, elle aussi originaire de Rasines. Il est possible qu'en 1496 il soit à Ávila quand son frère Pedro a la charge de la construction de la bibliothèque de la cathédrale dont l'architecte est Martín de Solórzano. On peut remarquer que la première voûte d'un transept avec liernes et tiercerons est réalisée en Castille, dans la cathédrale de Palencia par Simón de Colonia en 1496 alors que Bartolomé de Solórzano était responsable de la maîtrise des ouvrages. À partir des ouvrages qu'il a réalisé, on peut supposer qu'il a fait son apprentissage auprès de Juan Gil de Hontañón, originaire de Rasines, ou mieux, auprès de Felipe Bigarny qui lui a permis d'avoir des responsabilités et d'entrer en relation avec la Maison du connétable de Castille Íñigo Fernández de Velasco y Mendoza.
Son premier contrat connu date de 1513. Il a alors 43 ans. Il travaille à la cathédrale de Santo Domingo de la Calzada où il réalise la sépulture en albâtre de Dominique de la Chaussée, dessinée par Felipe Bigarny. Il a travaillé comme parlier (criado) ou maître de chantier avec Felipe de Bigarny entre 1513 et 1522.
En 1522-1523, avec Vasco de la Zarza et Enrique Egas, il intervient à la demande du chapitre pour faire des propositions pour la construction de la nouvelle cathédrale de Salamanque. Il est alors reconnu comme un des maîtres parmi les plus innovants et modernes. Il est donc probable que ses relations avec Felipe de Bigarny n'ont pas été seulement celles d'un maître de chantier. 
En 1522 il travaille avec Juan Gil de Hontañón, maître d'œuvre du connétable de Castille Íñigo Fernández de Velasco, au monastère de Nuestra Señora de la Piedad à Casalarreina. Il a finalement remplacé Hontañón comme maître des œuvres du connétable de Castille en 1523. En novembre 1523 les documents montrent que Juan de Rasines est le maître de l'œuvre du monastère de Santa Clara de Briviesca dont Juan Gil de Hontañón avait précédemment fait les plans mais que des différences d'appréciations entre le connétable et l'architecte Juan Gil avait conduit à un procès et une rupture des relations entre eux. 
Juan de Rasines a été maître d'œuvre des plans et de la construction de la collégiale de Santa María del Mercado de Berlanga de Duero, dont la première a été posée le 22 juin 1526, réalisée entre 1526 et 1530. Il a aussi exécuté l'église de Nuestra Señora de Aliende de Quintanilla San García.
En 1529 il intervient à nouveau dans la cathédrale de Santo Domingo de la Calzada pour reconstruire la chapelle majeure (capilla mayor) et la croisée du transept.
Dans les années 1530, Juan de Rasines travaille sur le palais ducal et les châteaux de la Maison de Velasco, dont Briviesca, Belorado et Cerezo de Río Tirón.
En 1538 il commence la construction du collège de San Nicolás de Burgos avec son fils Pedro de Rasines. Il intervient pour un nombre important d'édifices sur les terres des connétables, dont des églises paroissiales dont l'église de Santo Tomás de Haro, l'église de San Martín de Casalarreina, à la chapelle de los Escalante de l'église de Santa María de la Asunción de Laredo dont les plans sont faits vers 1540. 
Entre 1534 et 1541 il a été maître d'œuvre de l'église de Santa María de Güeñes pour la croisée du transept et les plans du transept. Il a exécuté la chapelle funéraire de Santo Cristo de San Severinode pour la famille de Urrutia à Balmaseda où il est maître d'œuvre en 1535. À Miranda de Ebro il travaille sur l'église du monastère de San Miguel del Monte.
Un peu avant sa mort en 1542, avec son fils Pedro de Rasines, il a travaillé sur la chapelle de La Vid fondée par le comte Iñigo López de Mendoza avec son fils, le comte de Miranda, Francisco de Zúñiga y Avellaneda.